# Rosa 'Astrid Lindgren'
'Astrid Lindgren' (el nombre del obtentor registrado de 'Astrid Lindgren'® ) es un cultivar de rosa que fue conseguido en Dinamarca en 1989 por el rosalista danés Poulsen.

## Descripción
'Astrid Lindgren' es una rosa moderna cultivar del grupo Floribunda.
El cultivar procede del cruce de parentales no revelados.
Las altas formas arbustivas del cultivar tienen porte erguido y alcanza de 120 a 245 cm de alto. Las hojas son de color verde oscuro y semibrillante. Tallos con espinas.
Sus delicadas flores de color rosa suave. Fragancia a frambuesa. Rosa de diámetro medio de 2". La flor con forma amplia, doble de 17 a 25 pétalos. En pequeños grupos, capullos altos centrados, floración en forma de copa. 
Florece en oleadas a lo largo de la temporada. Primavera o verano son las épocas de máxima floración, si se le hacen podas más tarde tiene después floraciones dispersas.

## Origen
El cultivar fue desarrollado en Dinamarca por el prolífico rosalista danés Poulsen, en 1989. 'Astrid Lindgren' es una rosa híbrida diploide con ascendentes parentales no revelados.
El obtentor fue registrado bajo el nombre cultivar de 'Astrid Lindgren'® por Poulsen en 1991 y se le dio el nombre comercial de exhibición 'Astrid Lindgren'™.
También se le reconoce por los sinónimos de 'Dream Sequence', 'Egon Schiele', 'Macabo™', 'Charentes™' y 'Pouluf'.
La rosa fue conseguida por hibridación por "L. Pernille Olesen"/"Mogens Nyegaard Olesen" en Dinamarca antes de 1989, e introducida en el mercado danés en 1991 por Poulsen Roser A/S como 'Astrid Lindgren'.
La escritora Astrid Lindgren nació como Astrid Anna Emilia Ericsson el 14 de noviembre de 1907 en Näs, cerca de Vimmerby, Småland. Lindgren escribió Pippi Calzaslargas (Pippi Långstrump) como regalo de cumpleaños para su hija en 1944.

## Premios y galardones
- Belfast Certificate of Merit. Belfast Rose Trials. 1991
- The Hague Certificate of Merit. The Hague Rose Trials. 1991
- Lyon 1st Prize. Lyon Rose Trials. 1989
- Baden-Baden Gold Medal. Baden-Baden Rose Trials. 1988[1]
- Silver medal. Copenhagen Denmark. 1993
- Bronze Certificate. Den Haag Holland. 1993
- Certificate of Merit. Den Haag Holland. 1991
- Trial Ground Certificate. St.Albans England. 1988
- Trial Ground Certificate. St.Albans England. 1987[8]

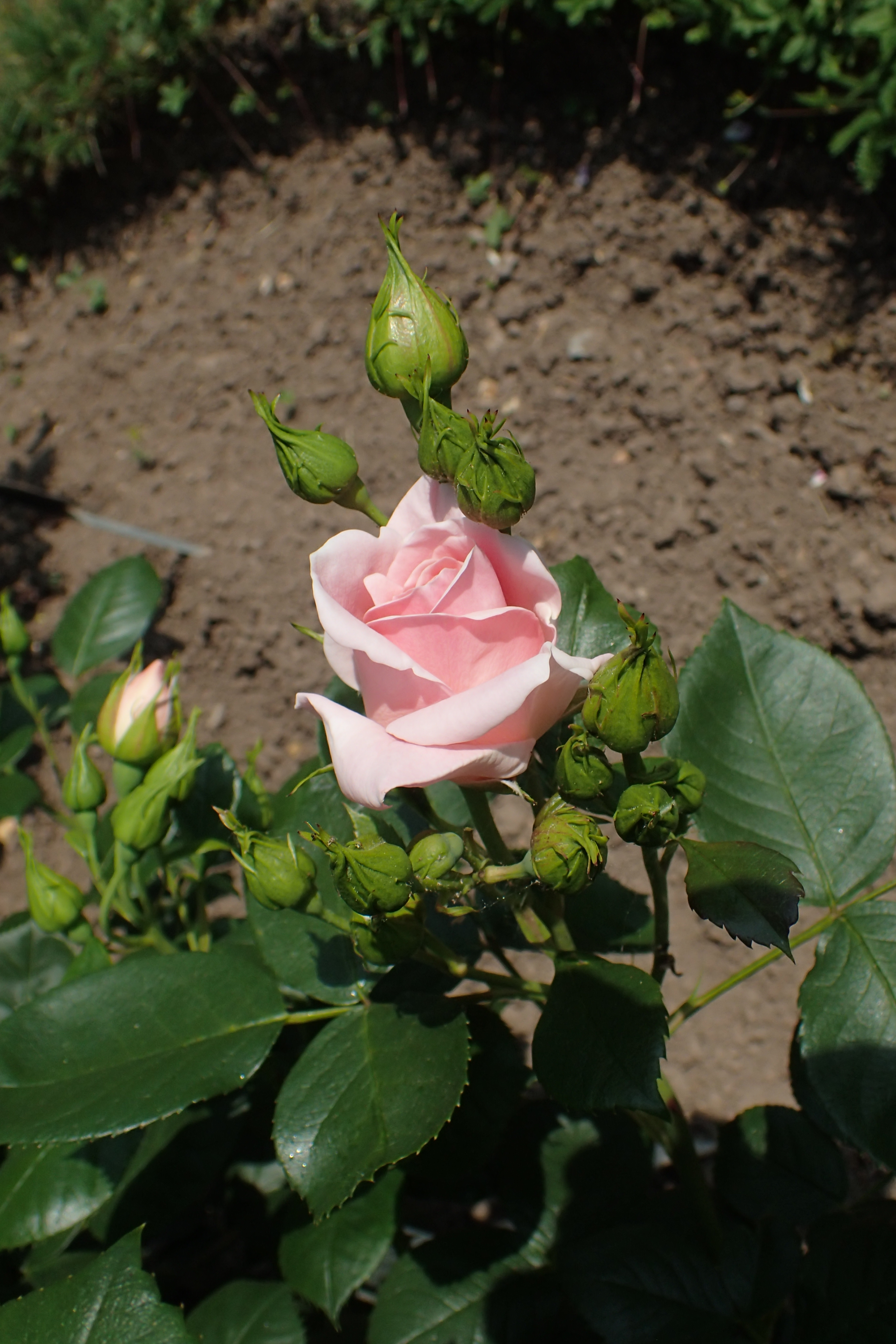
'Astrid Lindgren'

## Cultivo
Aunque las plantas están generalmente libres de enfermedades, es posible que sufran de punto negro en climas más húmedos o en situaciones donde la circulación de aire es limitada.
Las plantas toleran la sombra, a pesar de que se desarrollan mejor a pleno sol. En América del Norte son capaces de ser cultivadas en USDA Hardiness Zones 4b a más cálida. La resistencia y la popularidad de la variedad han visto generalizado su uso en cultivos en todo el mundo.
Puede ser utilizado para las flores cortadas, jardín o columnas. Vigorosa. En la poda de Primavera es conveniente retirar las cañas viejas y madera muerta o enferma y recortar cañas que se cruzan. En climas más cálidos, recortar las cañas que quedan en alrededor de un tercio. En las zonas más frías, probablemente hay que podar un poco más que eso. Requiere protección contra la congelación de las heladas invernales.